# اخگر (تیربار)
تیربار اخگر یک تیربار شش لول چرخان ۷٫۶۲ میلیمتری ساخت ایران است. این سلاحها در واژه عامیانه به تیربار گاتلینگ معروفند.